# Оризари (община Гьорче Петров)
Вижте пояснителната страница за други значения на Оризари.
Оризари (на македонска литературна норма: Оризари) е квартал на Скопие, столицата на Северна Македония.

## География
Оризари е част от Община Гьорче Петров и е разположен в най-западната част на града.

## История
В началото на XX век Оризари е село в Скопска каза на Османската империя. По данни на секретаря на Българската екзархия Димитър Мишев в 1905 година в Оризари има 144 българи екзархисти и функционира българско училище.
След Междусъюзническата война в 1913 година селото попада в Сърбия.
На етническата си карта от 1927 година Леонард Шулце Йена показва Оризари (Orizari) като село с неясен етнически състав.
На етническата си карта на Северозападна Македония в 1929 година Афанасий Селишчев отбелязва Оризари като село с неясен етнически състав.
По време на българското управление във Вардарска Македония в годините на Втората световна война, Любен Иванов Кожухаров от Асеновград е български кмет на Оризари от 13 август 1941 година до 25 ноември 1942 година. След това кмет е инж. Страхил Дуриданов от Скопие (29 март 1943 - 12 август 1944).
Според преброяването от 2002 година Оризари има 15 637 жители.
| Националност     | Всичко |
| северномакедонци | 13 394 |
| албанци          | 346    |
| турци            | 303    |
| роми             | 279    |
| власи            | 48     |
| сърби            | 534    |
| бошняци          | 429    |
| други            | 304    |